# Накаџима Ки-43
Накаџима Ки-43 Хајабуса (Оскар по америчком коду) је био јапански једносједи ловац из периода Другог свјетског рата, којег је прозводила фабрика Накаџима. 
Најбољи ловац јапанске империјалне армије почетком Другог свјетског рата, одликовао се одличном покретљивошћу, захваљујући малој тежини и борбеним крилцима испод крила. Брзина му је била задовољавајућа почетком рата, али је наоружање било слабо а оклопна заштита непостојећа. Крајем 1941. и почетком 1942. године прате јапанску армију у напредовању преко југоисточне Азије, гдје су били генерално успјешнији од противничких ловаца као Хокер харикен, Бревстер Бафало и других. Заједно са познатијим морнаричким ловцем Мицубиши А6М Зеро, чинили су већину бројчане снаге ловаца Јапанског царства почетком Другог светског рата.
Временом су лоше особине ловца Ки-43 дошле до изражаја: недостатак оклопне заштите, слабо наоружање и недовољна брзина. Американци и Британци то ускоро почињу да користе, уводећи поступке који су користили бољу оклопну заштиту и брзину обрушавања својих авиона. Ови поступци су уведени од АВГ групе (Летећи Тигрови) у Кини, са ловцима P-40 Ворхок још прије уласка САД у рат, и потом су усвојени од других јединица Америчког ратног ваздухопловства и Америчке морнарице.

## Развој
Развој је ишао од претходног ловца, Накаџима Ки-27 „Нејт“. Нова конструкција је имала јачи мотор и увлачећи стајни трап. Испрва је покретљивост била слаба, пе је тек реконструкцијом и увођењем посебних маневарских крилаца добијена одлична покретљивост. Тиме је добијен први серијски произведен модел, Ки-43-I, наоружан са само два митраљеза калибра 7.7 mm.

## У борби
При освајању југоисточне Азије, авион се показао добро, суочен са углавном другоразредним типовима ловаца противника као Бревстер Бафало (САД, Холандија), Хокер харикен (В. Брит.), P-36 (САД, Кина). Против ловаца P-40 Ворхок су били слабије ефикасни, поготово против Летећих Тигрова, великим дијелом због слабог наоружања. Све непријатељске ловце је Ки-43 надмашивао у покретљивости, што су јапански пилоти искориштавали све док противник није промијенио тактику борбе.
Сљедећа тактика је кориштена против Ки-43 и других споријих али покретљивих јапанских ловаца (енг. „boom and zoom“) - искључиво вертикални маневри - обрушавање на Ки-43 великом брзином и гађање. Ако би погодак био постигнут, јапански ловац би обично био уништен због лагане конструкције, ако не - што брже удаљавање великом брзином у обрушавању, па поновни напад истим начином. Забрањено је било какво маневрисање у хоризонтали, јер је ту Ки-43 био много бољи.
Овом тактиком, тежи амерички ловци су негирали предност противника у покретљивости, а користили своје предности - већу брзину обрушавања и бољу заштиту авиона.
Да би поново преузели иницијативу, Јапанци приступају модификацијама Ки-43. Распон крила је мало смањен, појачан је мотор на 1105 КС (Сакае Ха-115), брзина је порасла на 515 km/h. 
Нова верзија се уводи у наоружање под ознаком Ки-43-II.
Авион је био популаран у јапанском РВ због добрих летних особина.
До краја рата, ловац се даље побољшава, али све више заостаје за ловцима савезника по брзини и наоружању. Најбоља верзија IIIб има мотор од 1250 КС, брзину 585 km/h и наоружање 2 топа од 20 mm.
Насљедником авиона Ки-43 се може сматрати авион Накаџима Ки-44, код кога је покушано да се наведени недостаци уклоне.
Пилот са највећим бројем побједа на Ки-43 је био Сатоши Анабуки са 59 оборених непријатељских авиона.

## Производња
Укупно је произведено 5919 авиона Ки-43 свих верзија.

## Карактеристике
- Накаџима Ки-43-IIб
- Ловац
- Посада: Један пилот
- Ушао у употребу: ?
- Произвођач: Накаџима
- Димензије
  - Дужина: 8.92 m
  - Размах: 10.83 m
  - Висина: 3.27 m
  - Површина крила: ?
- Масе
  - Празан: око 2050 Kg
  - Оптерећен: око 2655 Kg
  - Максимална полетна маса: ?
- Погонска група
  - Мотор: један, звјездасти, Накаџима Ха-115 Сакае, 1105 КС, 14 цилиндара

## Перформансе
- Максимална брзина: Ки-43-I 495 Km/h, Ки-43-II 515 Km/h, Ки-43-III 585
- Радијус дејства: Ки-43-I око 1200 Km, Ки-43-II, Ки-43-III 1700 Km, са одбацивим резервоарима 3000
- Оперативни плафон: Ки-43-I 38500 стопа m, Ки-43-II, Ки-43-III 11215
- Брзина уздизања: Ки-43-I, Ки-43-II, Ки-43-III око 990 m у минути

## Наоружање

### Ки-43-а
- Стрељачко: 
  - 2 митраљеза 7.7 mm Тип 80 у трупу испред кабине, са ? метака сваки

### Ки-43-б
- Стрељачко: 
  - 1 митраљез 12.7  Тип ? у трупу испред кабине, са ? метака, 1 митраљез 7.7 mm Тип 80 у трупу испред кабине, са ? метака

### Ки-43-ц
- Стрељачко: 
  - 2 митраљеза 12.7  Тип ? у трупу испред кабине, са ? метака сваки

### Ки-43-(све верзије)
- Стрељачко: 
  - 2 митраљеза 12.7  Тип ? у трупу испред кабине, са 250 метака сваки
- Бомбе:
  - двије бомбе на крилним носачима, највише 250  свака

### Ки-43-а
- исто као Ки-43-II

### Ки-43-б
- Стрељачко: 
  - 2 топа 20 mm Хо-5 у трупу испред кабине, са ? граната сваки
- Бомбе:
  - двије бомбе на крилним носачима, највише 250  свака